# Boris Nikolajevič Pastuchov
Boris Nikolajevič Pastuchov (rusky Борис Николаевич Пастухов; 10. října 1933 Moskva – 19. ledna 2021) byl sovětský a ruský stranický a státní činitel a diplomat. Vystřídal řadu politických funkcí, od roku 1966 byl kandidátem a v letech 1978–1986 členem Ústředního výboru KSSS. Poté byl velvyslancem v Dánsku a v Afghánistánu. Od roku 1992 působil ve vedení ministerstva zahraničních věcí SSSR a pak Ruska, v letech 1998–1999 byl ruským ministrem pro spolupráci se členy Společenství nezávislých států.